# Karate Champ
Karate Champ, в Японии известная как Karate Dō (яп. 空手道 "The Way of the Empty Hand") — аркадная игра 1984 года, разработанная Technos Japan Corporation для Data East.

## Описание
Игрок принимает роль бойца карате, который должен сразиться с другим игроком или компьютером. Используя два джойстика, игрок может исполнить различные движения и удары.
Игровой процесс представляет собой двухмерную драку между каратистами, одетыми в красное и белое, за которой следуют различные бонусные раунды для победившего игрока. Потом то же самое повторяется в следующем, более сложном раунде с новым фоном. В отличие от более поздних файтингов, в игре нет «полоски здоровья» или очков здоровья. Успешно нанесённый удар оканчивает раунд и приносит игроку или противники одно очко или половину очка (а также некоторое число обычных очков, которые используются при подсчёте наивысших достижений). Первый игрок, набравший два очка, объявляется победителем. В игре также присутствовал ранний синтез речи: судья произносил такие фразы, как «Fight!» или «Winner!». В японской версии игры судья говорил по-японски.

## РедакцияPlayer vs. Player
Karate Champ — Player vs Player (яп. 対戦空手道 美少女青春編 Taisen Karate Dō: Bishōjo Seishun Hen, "The Competitive Way of the Empty Hand: Pretty Maiden Edition") — продолжение Karate Champ, выпущенное для аркадных автоматов вскоре после оригинала в том же году. Как и оригинал, оно было опубликовано Data East, однако неясно, кто был разработчиком: Technos или Data East.
Продолжение очень похоже на оригинал, поскольку они используют одинаковое аппаратное обеспечение, используют те же спрайты и заставку. Кроме того, механика боя остаётся практически той же. Значительно улучшен искусственный интеллект компьютерных противников и алгоритм определения удара.